# Gavriil Loginovič Pribylov
Gavriil Loginovič Pribylov, in russo Гавриил Логинович Прибылов? (1747/48 – Sitka, marzo 1796), è stato un navigatore russo.
È stato lo scopritore delle isole di San Giorgio e San Paolo.

## Biografia
Pribylov, chiamato in alcuni testi in lingua inglese Gerassim Gavrilovich Pribilof, era il figlio di un marinaio che aveva accompagnato Vitus Bering nel 1741. Nel 1778 entrò al servizio della società Lebedev-Lastočkin.
Fu comandante della nave "San Giorgio" (Святой Георгий) di proprietà della Compagnia russo-americana. Mentre esplorava il mare di Bering, scoperse le isole di San Giorgio e San Paolo, rispettivamente il 25 giugno 1786 e il 29 giugno 1787, circondate a loro volta da altre isolette minori. Nel 1789 il navigatore e commerciante Grigorij Ivanovič Šelichov intitolò a Pribylof questo gruppo di isole.